# 王长青 (1976年)
王长青（1976年9月—），河南永城人，中共党员，现任茂名市委常委、市政府党组副书记、常务副市长。原广东省东莞市常务副市长，2022年3月因疫情防控不力被免职。曾就读于南京交通高等专科学校文秘专业，曾先后在永城市、江门市、东莞市担任官员。